# King's College (Hong Kong)
Pour les articles homonymes, voir King's College.
Le Collège King est une école pour garçons fondée en 1926 à Hong Kong.